# Système photométrique de Strömgren
Le système photométrique de Strömgren, parfois nommé le système photométrique de Strömgren-Crawford et abrégé sous les termes de uvbyβ ou plus simplement uvby, est un système photométrique constitué de quatre bandes spectrales moyennes plus de filtres Hβ (H-beta) afin de déterminer les magnitudes et d'obtenir les classifications spectrales des étoiles. Son utilisation a été amorcée par l'astronome danois Bengt Strömgren en 1956 et a été étendue par son collègue américain David L. Crawford (en) en 1958.
Il est considéré comme un bon outil pour étudier la luminosité et la température effective des étoiles. Ce système photométrique a également l'avantage de pouvoir être utilisé pour mesurer les effets du rougissement et de l'extinction interstellaires. Il permet également le calcul de paramètres à partir des filtres {\displaystyle b} et {\displaystyle y} {\displaystyle (b-y)} en faisant abstraction des effets de l'extinction, ces paramètres étant appelés {\displaystyle m_{1}} et {\displaystyle c_{1}}.

## Longueurs d'onde et demi-largeur des fonctions de réponse
Le tableau suivant présente les caractéristiques de chacun des filtres utilisés (les couleurs représentées sont approximatives) :
|                               | u   | v   | b   | y   | βnarrow | βwide |
| ----------------------------- | --- | --- | --- | --- | ------- | ----- |
| Longueur d'onde maximale (nm) | 350 | 411 | 467 | 547 | 485,8   | 485   |
| Demi-largeur (nm)             | 30  | 19  | 18  | 23  | 2,9     | 12,9  |

## Indices
Il existe quatre indices techniques principaux et largement utilisés : {\displaystyle (b-y)}; {\displaystyle m_{1}}; {\displaystyle c_{1}}; et {\displaystyle \beta }.
- {\displaystyle m_{1}=(v-b)-(b-y)}
- {\displaystyle c_{1}=(u-v)-(v-b)}
- {\displaystyle \beta =\beta _{narrow}-\beta _{wide}}

Où :
- Les magnitudes {\displaystyle y} sont bien corrélées avec les magnitudes visuelles dans le système de Johnson-Morgan (sa bande V).
- {\displaystyle (b-y)} est sensible à la température stellaire (mesure de la série de Paschen).
- {\displaystyle c_{1}} est sensible à la gravité de surface (mesure la force de la discontinuité de Balmer).
- {\displaystyle m_{1}} est sensible à la métallicité (mesure du line blanketing et utilisé pour déterminer les différences d'abondances entre les étoiles).